# 大果圆柏
大果圆柏（学名：Sabina tibetica）为柏科圆柏属的植物，为中国的特有植物。分布于中国大陆的 四川省、重庆市、青海省、西藏自治区等地，生长于海拔2,800米至4,600米的地区，多生长于林中、河谷阶地、山坡及阳坡，目前尚未由人工引种栽培。

## 别名
西藏圆柏、西康圆柏（中国树木分类学），黄柏（中国裸子植物志），藏桧、西康桧（经济植物手册），甘川圆柏（中国树木学）